# Austrorossia
Austrorossia S. S. Berry, 1918 è un genere di molluschi cefalopodi appartenenti alla famiglia Sepiolidae.

## Descrizione
Le seppie di questo genere presentano un mantello largo e ovale, con il margine posteriore arrotondato e che può essere fuso alla testa o libero. La cavità del mantello è divisa da un sottile setto. 
Le pinne sono grandi, con lobi anteriori pronunciati. Sono attaccate a metà del mantello e la loro lunghezza supera quella della zona di attacco. Gli occhi sono grandi e coperti da membrane cornee. La cartilagine di chiusura del mantello è semplice e lineare.
Hanno braccia corte e prive di membrane protettive in entrambi i sessi; le membrane tra le braccia III e IV avvolgono la base dei tentacoli solo esternamente, senza formare una sacca. È presente un braccio copulatore (hectocotylus).
I tentacoli sono retrattili e ciascuno porta una clava ben definita.
L'apparato riproduttivo ha un ovidotto sinistro che è il solo ad essere sviluppato. Le uova che le Austrorossia producono sono grandi. 
Sulle braccia sono presenti ventose, alcune delle quali sono più grandi delle altre. Le clave tentacolari non sono allargate da file di ventose, al contrario di quanto avviene nelle Rossia per esempio, ma portano file trasversali di piccole ventose (da 24 a 40 fila).
Nel maschio, entrambe le braccia dorsali sono ettocotilizzate e caratterizzate dalla presenza di una membrana o piega di tessuto rigonfia sul margine ventrale prossimale.

## Tassonomia
Il genere comprende 5 specie:
- Austrorossia antillensis (G. L. Voss,  1955)
- Austrorossia australis (S. S. Berry, 1918)
- Austrorossia bipapillata (Sasaki, 1920)
- Austrorossia enigmatica (G. C. Robson, 1924)
- Austrorossia mastigophora (Chun, 1915)